# Bulevardul Regina Elisabeta
Le Bulevardul Regina Elisabeta est une voie de Bucarest dans le Secteur 5.

## Situation et accès

### Accès
Par le métro :
Universitate
- Ligne 2

Par les bus :
- 66, 69, 70, 85, 90, 137, 336.

## Origine du nom
Le boulevard porte le nom de Élisabeth (1843-1916) la reine de Roumanie de 1869 à 1881.

## Historique
Le boulevard Doamna Elisabeta » a été ouvert à la circulation en 1870, sous le nom de « boulevard Academiei » jusqu’en 1930, date à laquelle il prend le nom de « boulevard Regina Elisabeta »

## Bâtiments remarquables et lieux de mémoire
- Université de Bucarest
- Statue de Ion Heliade Rădulescu
- Statue de Mihai Viteazul
- Statue de Gheorghe Lazăr
- Statue de Spiru Haret
- Grand Hôtel du Boulevard
- Cercle Militaire National
- Église Internationale de Bucarest
- Hôtel de Ville du Secteur 5
- Parc Cișmigiu
- Collège national Gheorghe Lazăr
- Archives nationales de Roumanie
- Institut National de Magistrature